# Andrilovec
Andrilovec is een dorp in de Kroatische stad Dugo Selo, provincie Zagreb. In 2001 telde het dorp 289 inwoners. De bevolking van het dorp is voornamelijk actief in de landbouw en de veeteelt.